# Живорад Жика Павловић
Живорад Жика Павловић је измишљени лик Зорана Чалића који се појављује у серијалу филмова Луде године. Лик тумачи Драгомир Бојанић Гидра.

## Биографија
О животу Жике Павловића сазнајемо из серијала филмова Луде године. Од деда Вукашина (Мија Алексић) сазнајемо да се Жикин отац звао Милутин, а деда Љубомир. Жика је рођен у селу Милутовац. Радио је у Немачкој неколико година као водоинсталатер. Тамо је упознао Елзу (она је његова љубавница). По повратку из Немачке у Београду од зарађених пара купује мерцедес. Живи у стану са женом Даром и сином Слободаном. Дару је упознао тако што је отишао код њеног оца да купи шпорет.

## Луде године
Жика се посвађа са сином Бобом зато што је узео мерцедес, без његове дозволе, када је пошао са супругом Даром у позориште.

## Дошло доба да се љубав проба
Жика сазнаје да је Бобина девојка Марија била у другом стању и због тога се свађа са Бобом. Затим одлази са Даром код Милана и Јелене, предлаже им да се њихова деца венчају, али се Милан са тим не слаже и долази до свађе. Када му Боба каже да се жени са Маријом, Жика заказује свадбу у хотел ресторану Југославија и три музике. Међутим, на крају, од свадбе не буде ништа. Боба и Марија одлазе на радну акцију.

## Љуби, љуби, ал' главу не губи
Жика са Даром одлази у посету код сина, који је на радној акцији са Маријом. Тамо, после краћег флерта са Маријином мајком, среће Елзу, коју је упознао у Франкфурту док је био тамо, и њену другарицу Гизи, са њима проводи време на приморју и коцка се. Када је потрошио све паре, враћа се кући код Даре.

## Какав деда такав унук
Жика живи са Елзом, зато што је његова жена Дара умрла када је пала кроз прозор док је прала прозоре. Жика васпитава свог унука Мишу и учи га свом занату. Због тога се стално свађа са Миланом. Милан свог унука учи енглески језик и шаље га на часове виолине, али се Жики то не свиђа, јер због тога мање проводи време са својим унуком Мишом. На Мишином рођендану, Жика после краћег флерта са Мишином професорком виолине се опет свађа са Миланом и Елзом. Она га напушта и одлази у Немачку. Милан жели да се обрачуна са Жиком, Жика га позове у кафану Златно буренце, и тада се напију и постану добри пријатељи. Жика одлази у Немачку да врати Елзу, јер га је Милан наговорио.

## Иди ми, дођи ми
Жика и Милан сређују Маријин и Бобин стан и купују ствари без њиховог знања, Жика Милану за то време намешта разне ствари. Милан му враћа тако што је позвао Елзу и рекао јој да је Жика воли и да се хтео убити због ње и да брзо дође. Жика се напије и заборави да треба да се венча са Елзом она се наљути и поново се враћа у Франкфурт.

## Шта се згоди кад се љубав роди
Жика подржава везу свог унука који се заљубио у Рускињу Наташу, иако су сви остали у почетку против њихове везе. Жика почиње да учи руски језик, Милан му налази наставницу руског којој је рекао да је Жика годинама заљубљен у њу али није имао храбрости да јој изјави љубав.
Жика даје Миши пасош како би отишао у Москву код Наташе, кад то не успе Жика организује одлазак у Москву и сви одлазе, у међувремену Наташа са родитељима долази у Србију и они се враћају. Код Жике долази Елза коју је Милан поново позвао.

## Жикина династија
Жика је под утиском телевизијске серије Династија и брине да његовог унука Мишу не занимају жене. Зато га хвата паника да Миша не застрани „као Карингтон“. Жика са Миланом одлази код доктора Недељковића да потражи помоћ. Жика нема поверења у медицину и почиње да примењује своју терапију тако што му шаље разне девојке. Миша обећа да ће му испунити жељу али после солистичког концерта који има. Миши долази девојка Наташа из Москве а Жика их шпијунира.

## Друга Жикина династија
Жика је свом унуку Миши уступио свој стан како би овај био са девојкама. Жика и Милан сазнају да је Миша потпуно полудео за девојкама и сексом. Жика је у његовој династији имао прадеду лудог Милојка манијака па одлучује да са Миланом затражи помоћ од доктора Недељковића. Он им саветује да Мишу пошаљу на село да тамо троши снагу. У селу, Жика је забринут да Миша не оде код комшинице Руже, а касније у село долази и др Недељковић са пацијентима на радну терапију. Жика и Милан беже за Београд Милановим аутом који је неисправан, а у ауту је био сакривен и пацијент који је побегао од доктора Недељковића, и он на крају проузрокује саобраћајну несрећу.

## Сулуде године
После саобраћајне несреће Жика и Милан су завршили у болници где су сви луди. Милан оптужује Жику за саобраћајну несрећу а Жика оптужује Милана и после краће свађе, Жика организује бекство из болнице.

## Жикина женидба
Жика се после саобраћајне несреће од када је возио Миланов ауто тешко креће па га Милан снабдева. Милан наговара Жику да се ожени а да би дошли до младе Милан је дао оглас у домаћим и страним новинама. После многобројних кандидаткиња долази и Елза али сазнаје да Жика још увек воли покојну супругу Дару и одлази у Франкфурт.